# دورة الألعاب للأندية العربية للسيدات 2016
دورة الألعاب للأندية العربية للسيدات 2016 هي النسخة الثالثة من دورة الألعاب للأندية العربية للسيدات التي استضافتها إمارة الشارقة بالإمارات العربية المتحدة خلال الفترة من 2 فبراير 2016 وحتى 12 فبراير 2016.

## المشاركات
انطلقت فعاليات النسخة الثالثة من دورة الألعاب للأندية العربية للسيدات، والتي نظمها واستضافها نادي سيدات الشارقة، في 2 فبراير (شباط) 2016 بمشاركة 586 لاعبة يمثلن 58 فريقًا رياضيًّا من 18 دولة عربية هي ليبيا والجزائر والكويت وفلسطين والعراق والسودان واليمن وسلطنة عمان وقطر والبحرين ولبنان وتونس ومصر والأردن والإمارات العربية المتحدة في ثماني رياضات جماعية وفردية هي الكرة الطائرة وكرة الطاولة وكرة السلة، والرماية، والقوس والسهم، والمبارزة، وألعاب القوى والفروسية.

## الملاعب
أقيمت فعاليات دورة الألعاب للأندية العربية للسيدات لعام 2016 على عشرة ملاعب في إمارة الشارقة، وقد افتتحت منافسات هذه النسخة من البطولة بمنافسات قفز الحواجز في لعبة الفروسية والتي جرت في نادي الشارقة للفروسية.

## الميداليات والنتائج
احتل نادي سيدات الشارقة مركز الصدارة من حيث عدد الميداليات خلال نسخة عام 2016 من دورة الألعاب للأندية العربية للسيدات بعدما تمكنت لاعباته من إحراز 25 ميدالية ملونة من بينها 3 ميداليات ذهبية، و11 ميدالية فضية، و11 ميدالية برونزية، بينما احتل نادي الرياضي لتكوين الشباب الجزائري مركز الوصافة برصيد 17 ميدالية ملونة منها 9 ميداليات ذهبية، و5 ميداليات فضية، و3 ميداليات برونزية، وجاء في المرتبة الثالثة نادي الحالة البحريني برصيد 15 ميدالية تضمنت 9 ميداليات ذهبية، و3 ميداليات فضية، و3 ميداليات برونزية، على حين احتل نادي البحرين المركز الرابع، برصيد 13 ميدالية بعدما استطاعت لاعباته إحراز 3 ميداليات ذهبية، و4 ميداليات فضية، و6 ميداليات برونزية، أما المركز الخامس فكان من نصيب نادي سبورتينج المصري الذي حصد 5 ميداليات منها ميداليتين ذهبيتين، وميدالية فضية، وميداليتين برونزيتين.

### الألعاب الجماعية

#### الكرة الطائرة
يوضح الجدول التالي الأندية التي احتلت المراكز الأولى في منافسات الكرة الطائرة خلال هذه النسخة من البطولة:
| المركز الأول         | المركز الثاني        | المركز الثالث      | المركز الرابع        | المركز الخامس           | المركز السادس        |
| نادي الوصل الإماراتي | نادي المحرق البحريني | نادي سيدات الشارقة | نادي القلمون اللبنان | نادي الأولمبيك الجزائري | نادي إبداع الفلسطيني |

#### كرة السلة
يوضح الجدول التالي الأندية التي احتلت المراكز الأولى في منافسات كرة السلة خلال هذه النسخة من البطولة:
| المركز الأول       | المركز الثاني             | المركز الثالث       |
| نادي سيدات الشارقة | النادي الأرثوذكسي الأردني | نادي سبورتنج المصري |

### الألعاب الفردية

#### ألعاب القوى
يوضح الجدول التالي أسماء اللاعبات اللاتي حققن المراكز الأولى في منافسات ألعاب القوى خلال هذه النسخة من البطولة:
| المسابقة                 | المركز الأول                            | المركز الثاني                              | المركز الثالث                             |
| الوثب الطويل             | خديجة عمور (نادي تكوين الشباب الجزائري) | أسماء محمد قناوي (نادي بورفؤاد المصري)     | كاتية أوقاسي (نادي تكوين الشباب الجزائري) |
| سباق 10000 متر جري       | نيشان دولا                              | انتصار مظفر المظفري                        | راوية علي                                 |
| سباق 100 متر             | بشيرة شريفة                             | نادية سعدية                                | مزون بنت خلفان                            |
| سباق 400 متر             | إيمان عيسى                              | مريم بولحسة                                | سهير بو علي                               |
| رمي الجلة                | نورة جاسم (نادي الحالحة الذهبية)        | زوينة بوزويرة (نادي تكوين الشباب الجزائري) | اريهان زيان محمد (نادي بورفؤاد)           |
| سباق 100 متر حواجز سباعي | كاتية أمقران                            | أسماء محمد إبراهيم                         | موضي بنت عبد الله                         |
| دفع الجلة سباعي          | كاتية أمقران                            | أسماء محمد إبراهيم                         | موضي بنت عبد الله                         |
| سباق 200 متر سباعي       | كاتية أمقران                            | أسماء محمد إبراهيم                         | موضي بنت عبد الله                         |
| سباق 1500 متر            | دليلة عبد القادر                        | نعمة رمضان بركة                            | نهلة أحمد                                 |
| رمي القرص                | نورة جاسم                               | فاطمة يوسف الحوسني                         | بسمة عبده                                 |
| سباق 400 متر             | سهير بوعلي                              | إيمان عيسى                                 | مريم بولحسة                               |
| سباق 3000 متر موانع      | تاجيست ميكونين                          | حورية محمد الورد                           | راوية علي الشلبي                          |
| سباق 400 متر حواجز       | أمينة يوسف                              | كاتية أمقران                               | هناء بنت جمعة                             |
| سباق الوثب العالي        | يسرى عرعار                              | علياء يوسف الحمادي                         | منى جهاد                                  |
| رمي الرمح                | رضا عادل                                | حنان إبراهيم                               | مها بنت ثاني                              |
| رمي الرمح سباعي          | موضي بنت عبد الله                       | كاتيا مقران                                | أسماء محمد                                |
| سباق 4×400 متر           | الجزائر                                 | البحرين                                    | الإمارات العربية المتحدة                  |
| رمي المطرقة              | زوينة بوزويرة                           | وداد إبراهيم                               | حنان إبراهيم                              |
| سباق 5000 متر            | بونتو ايداو                             | نهلة أحمد                                  | ملايين علي                                |
| سباق 200 متر             | سهير بوعلي                              | بشرة شريفة                                 | نادية رمعون                               |
| سباق 5000 متر مشي        | ميرة المازمي                            | مريم سليمان                                | انتصار محسن                               |
| سباعي الوثب الطويل       | أسماء محمد                              | كاتيا مقران                                | موضي بنت عبد الله                         |
| سباق 800 متر             | مارتا هيربانو                           | نريمان عمارة                               | رقية محمد                                 |
| الوثب الثلاثي            | كاتيا أوقاسي                            | خديجة قريتلي                               | -                                         |
| السباعي                  | كاتيا مقران                             | أسماء محمد                                 | موضي بنت عبد الله                         |

#### كرة الطاولة
يوضح الجدول التالي أسماء اللاعبات اللاتي حققن المراكز الأولى في منافسات كرة الطاولة خلال هذه النسخة من البطولة:
| المسابقة         | المركز الأول             | المركز الثاني                     | المركز الثالث |
| مسابقة الفرق     | فريق الندوة القماطية     | النادي الأرثوذكسي الأردني         |               |
| زوجي كرة الطاولة | آية مجدي، ومها عبد الرضا | ماريانا هرانت، وتيفين مومجوغوليان |               |